# مولد موجات

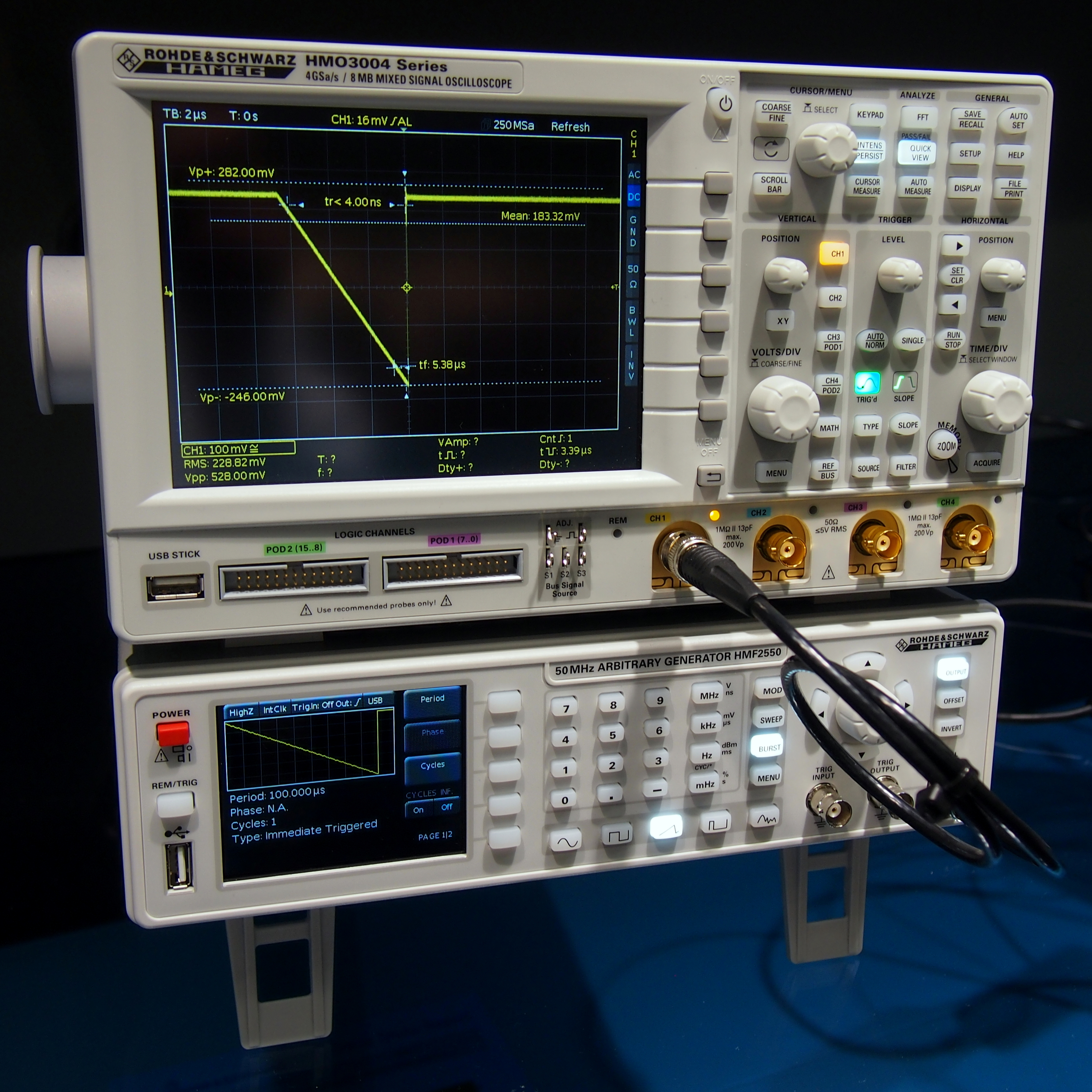

مولد الموجات (بالإنجليزية: Function generator)‏ وهو عبارة عن جهاز يقوم بتوليد دوال غالباً ما تكون معرفة بمعادلات رياضية، وتستخدم هذه الموجات في الدوائر الكهربائية.
يقوم مولد الموجات بتوليد أشكال عديدة للموجات ومن أشهرها:
- الدالة الجيبية
- الدالة المثلثية
- الدالة المربعية